# 가고시마성

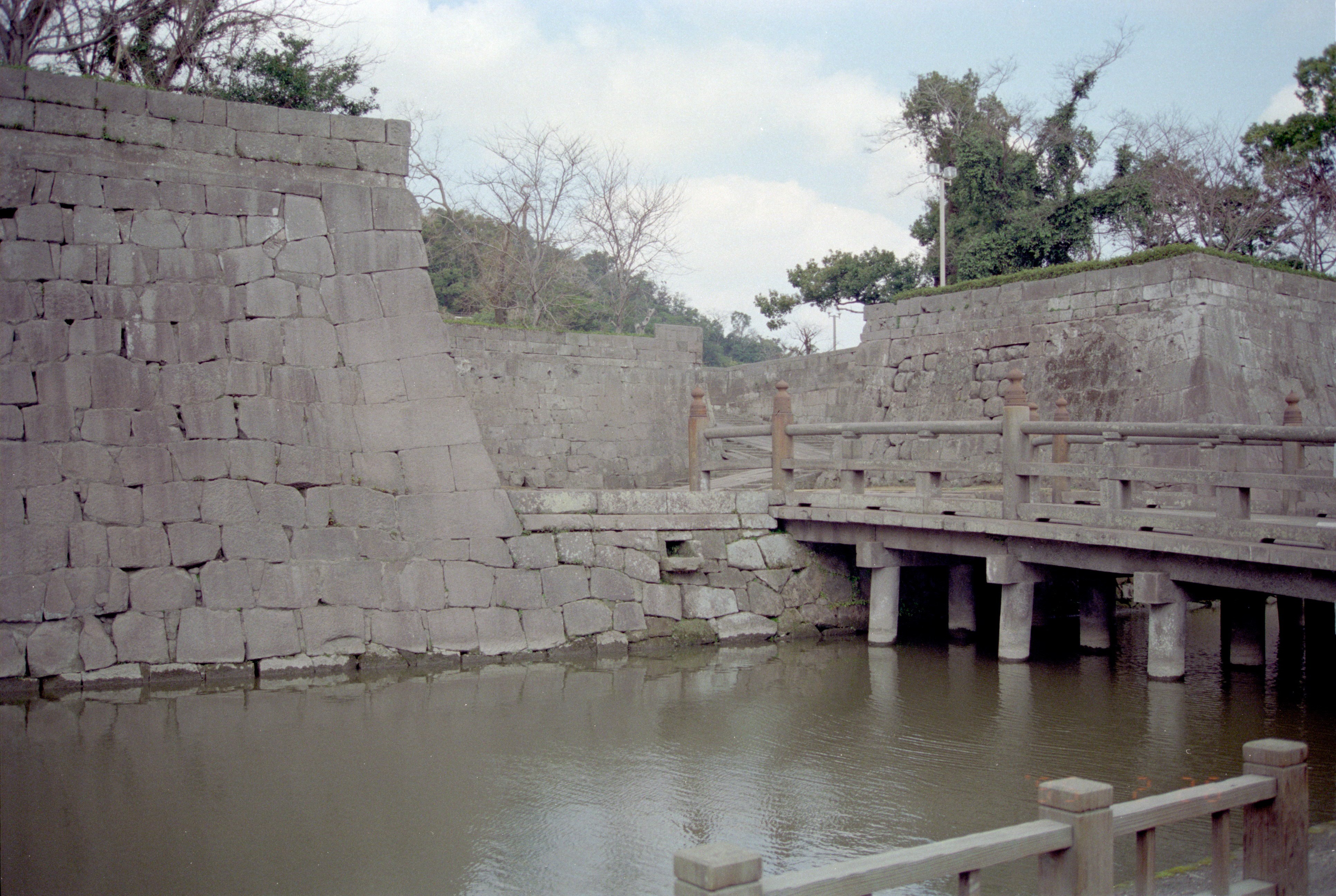
오테 문터

가고시마성(일본어: 鹿児島城 가고시마조[*])은 가고시마현 가고시마시 시로야마 산에 있던 평산성이다. 다른 이름으론 쓰루마루 성(鶴丸城)이다. 가고시마 현 지정 사적이다.

## 개요
에도 시대로 들어설 무렵인 1601년 시마즈 다다쓰네에 의해 축성되었다. 세키가하라 전투에서 시마즈 가문은 서군에 속해 패배했다. 그 후, 다다쓰네는 시마즈 가문의 수장으로서 우치 성을 대신할 쓰루마루 성 축성을 시작하여 1604년 완성하였다.
다다쓰네의 친아버지인 시마즈 요시히로는 성이 해안에 가깝기 때문에 방어에 취약함을 지적하고 끝까지 반대했었다. 도쿠가와 이에야스의 사쓰마 정벌은 실행되지 않았고, 시마즈 가문은 사쓰마번의 도자마 다이묘로 존속할 수 있었다. 그러나, 쓰루마루 성은 요시히로의 염려대로 막부 말기에 일어난 사쓰에이 전쟁 때 영국 전함으로부터 포격을 받게 된다.
가고시마는 재해가 많은 지역이었고, 남쪽에 위치한 지리적 이유 때문에 흰개미의 피해도 컸다. 몇 번의 소실과 파괴로 그때마다 재건되었다. 1874년 (메이지 7년) 성이 소실된 후로는 재건되지 않았다. 오테 문과 돌다리는 현존해 있고, 귀중한 자산이다.

## 구조
시마즈 가문은 중세식 산성을 각지에 지어 가신들이 성을 지키는 외성제도를 두었다. 본성인 가고시마 성도 북쪽에 혼마루, 남쪽에 니노마루가 위치해있지만, 단순한 구조로 방어에 취약한 거관(居館)의 형식을 띤 성이었다. 이 때문에 뒷산인 시로야마 산을 배후의 성으로 삼았다. 덧붙여 이 시로야마 산은 〈上乃山城〉으로 불리며 초대 조다이로 시마즈 도시히사의 손자 시마즈 쓰네히사가 임명되어 거주했지만, 일찍 죽었기 때문에 그 후임을 두지 않고 시로야마 산은 출입금지구역으로 되었다.
또, 천수 등 고층건물은 건립되지 않았다. 이것은 에도 막부에 순종한다는 의미를 띠고 있다. 고쿠다카 77만석의 다이묘의 성이라고 보기에는 매우 소박하다. 메이지 시대 혼부 야스시로는 그의 저서 《薩摩見聞記(사쓰마 견문기)》에서 〈不思議(의아하다)〉라고 평하고 있다.

## 현황
성에 남아 있는 것으로는 석벽과 해자 그리고, 사이고 다카모리의 시갓코터 등이 남아있다. 이들 석벽에는 사이난 전쟁의 흔적인 탄흔이 다수 남아 있다.
1901년 이후, 성터는 가고시마 대학의 전신인 제7고등학교 용지로 사용되었고, 현재에는 가고시마 현 역사자료 센터 레이메이칸, 가고시마 현립 도서관, 가고시마 시립 미술관이 들어서 있다.
2006년 4월 6일 일본 100대 명성으로 선정되었다.

## 교통
- JR 규슈 가고시마역 하차 도보로 15분

## 같이 보기
- 사쓰마번
- 사쓰에이 전쟁
- 사이난 전쟁